# 平みち
平 みち（たいら みち、本名：国田 道子（くにた みちこ）、1956年2月2日 - ）は、元宝塚歌劇団雪組トップスターで現在は女優。兵庫県西宮市出身。 身長171センチ。出身校は尼崎市立昭和中学校。宝塚歌劇団時代の愛称は「モサク」。命名したのは同期の大地真央で、いわく、平の諸動作がモサッとしているから命名したという。

## 略歴
- 1973年、59期生として宝塚歌劇団に入団。星組公演『花かげろう／ラ・ラ・ファンタシーク』[1]で初舞台を踏む。宝塚入団時の成績は49人中14位[1]。同期にはいずれも女優の大地真央（1982年 - 1985年に月組トップスター）、姿晴香（1982年 - 1983年に星組トップ娘役）、ミュージカルスタジオ主宰の四季乃花恵（笹本玲奈の母）、振付家の山城はるか（元星組2番手男役）、元専科男役で1991年 - 1996年に花組組長の未沙のえるがいる。現役では専科所属で1993年 - 1996年に星組組長の一樹千尋がいる。
- 1974年4月[1]、花組に配属。
- 1978年10月、松あきらのトップお披露目公演『エコーズ』の「炎（アフリカ）」の場面で、ダンスの名手、室町あかねのダンスパートナーに抜擢。
- 1979年9月、関西テレビ｢宝塚テレビロマン」『はいからさんが通る』伊集院忍（主人公花村紅緒の縁談相手）を務めた。
- 1982年6月、バウホール公演『イブにスローダンスを』で主演。
- 1983年4月、雪組2番手で1期上の高汐巴と入れ替わる形で雪組に異動。2番手に。
- 1985年7月、『愛のカレードスコープ／アンド・ナウ！』で雪組トップスターとなる。相手役には花組より異動となった神奈美帆がつとめた。
- 1988年11月29日[1]、雪組『たまゆらの記／ダイナモ!』東京公演で退団。
- 退団後まもなく結婚。現在は家庭と両立できる程度に無理なく活動。OG公演にも出演している。また、宝塚市が設置した公設民営型温泉健康施設「ナチュールスパ宝塚」の名誉館長もつとめている。

## 宝塚歌劇団時代の主な舞台

### 初舞台・花組時代
- 1973年

『花かげろう／ラ・ラ・ファンタシーク』（3月 - 4月、宝塚大劇場）＊初舞台
- 1974年

4月に花組配属
- 1976年

『ノバ・ボサ・ノバ』新人公演：ルーア神父 役（本役・松あきら）（9月、宝塚大劇場）
- 1977年

『ザ・レビュー』新人公演：すみれのダンサー男S 役（本役・室町あかね）（9月、宝塚大劇場）
- 1978年

『風と共に去りぬ』新人公演：アシュレ・ウィルクス 役（本役：松あきら）（3月、宝塚大劇場）
『遙かなるドナウ／エコーズ（絵光図）』新人公演：ハンス 役（遙かなる～）／カマキリ（男） 役（エコーズ）（9月 - 11月、宝塚大劇場）
- 1979年

『チェックイン』ニューマン 役（8月、宝塚バウホール）
『舞え舞え蝸牛』新人公演：藤原道頼 役（本役：松あきら）（11月 - 12月、宝塚大劇場）
- 1980年

『刀を抜いて』船吉 役（1月、宝塚バウホール）
『花小袖／プレンティフル・ジョイ』弥太 役、新人公演：名古屋山三郎 役（本役・春日野八千代）（花小袖）（5月 - 6月、宝塚大劇場）
『友よこの胸に熱き涙を』ロベール 役、新人公演：フランツ 役（本役・松あきら、順みつき）（11月、宝塚大劇場）
- 1981年

『宝塚春の踊り／恋天狗／ファースト・ラブ』小天狗 役（恋天狗）（3月 - 5月、宝塚大劇場）
『ミステリーラブ』ラブ 役（5月、宝塚バウホール）
『エストレリータ／ジュエリー・メルヘン』（10月 - 11月、宝塚大劇場）
- 1982年

『ボン・ボヤージュ!』ロバート・ブラマー 役（1月、宝塚バウホール）
『イブにスローダンスを』ロバート・フリーマン 役（6月、宝塚バウホール）
『夜明けの序曲』櫛引弓人 役（8月 - 9月、宝塚大劇場）
第2回東南アジア公演に参加（12月）
- 1983年

『霧深きエルベのほとり／オペラ・トロピカル』フロリアン・ザイデル 役（霧深き～）／アリ 役（オペラ～）（2月 - 3月、宝塚大劇場）

### 雪組時代
- 1983年

3月に雪組に組替え
『 うたかたの恋／グラン・エレガンス』ジャン・サルヴァドル大公 役（うたかた～）（5月 - 6月、宝塚大劇場）
『ブルー・ジャスミン／ハッピーエンド物語』ロドニー・グラント 役（ブルー・ジャスミン）（8月 - 9月、宝塚大劇場）
- 1984年

『風と共に去りぬ』アシュレ・ウィルクス 役（3月 - 5月、宝塚大劇場）
『千太郎纒しぐれ／フルビート』卯之吉 役（千太郎～）（9月 - 11月、宝塚大劇場）
- 1985年

『フロムハート物語』（2月- 3月、宝塚バウホール）
『花夢幻／はばたけ黄金の翼よ』ファルコ・ルッカ 役（はばたけ～）（1月 - 2月、宝塚大劇場）

### 雪組主演時代
- 1985年

『愛のカレードスコープ／アンド・ナウ！』エスカミオ、ジョージ、ビクトール 役（いずれも愛の～）（6月 - 8月、宝塚大劇場）
- 1986年

『ショーボート』ゲイロード・ラヴェナル 役（1月、宝塚バウホール）
『大江山花伝／スカイ・ハイ・スカイ』茨木童子 役（大江山花伝）（2月 - 3月、宝塚大劇場）
『三つのワルツ』ルドルフ（オットー、フェルディナンド）・シュバルツェネック 役（8月 - 9月、宝塚大劇場）
- 1987年

『宝塚をどり賛歌／サマルカンドの赤いばら』アフラマズタ・ハッサン 役（サマルカンド～）（3月 - 5月、宝塚大劇場）
『リプライズ!』（5月 - 6月、宝塚バウホール）
『梨花 王城に舞う／ザ・レビュースコープ』マルコ・ポーロ 役（梨花～）（9月 - 11月、宝塚大劇場）
- 1988年

『風と共に去りぬ』レット・バトラー 役（1月 - 2月、宝塚大劇場）
『リプライズ!』（2月、日本青年館ホール）
『たまゆらの記／ダイナモ！』安宿王 役（たまゆら～）（7月 - 8月、宝塚大劇場）

## 宝塚歌劇団退団後の主な活動

### 舞台
- 『麗しのサブリナ』（1989年）
- 『LYLE』（1990年）
- 『I　DO　I　DO』（1991年）
- 『狸御殿』新宿コマ劇場・梅田コマ劇場
- ザ・レビュー『サ・セ・パリ』、『ニューヨーク・ニューヨーク」』
- 伝説のステージ FOREVER'70s-青春- （2003年、中日劇場・新宿コマ劇場・梅田コマ劇場）
- ダンスミュージカル「ONE　NIGHT　ONLY!」（2007年）
- 佐渡裕プロデュース喜歌劇「メリー・ウィドウ」（2008年）

### テレビ
- TBS「月曜ドラマスペシャル・リトルステップ -命の限り踊りたい-」（1990年）
- 日本テレビ「午後は○○おもいッきりテレビ」　準レギュラー（1991年）

### コンサート・ライブ
- ステージ  デュークエイセスショー　ゲスト出演（1996年）
- 「平みちディナーショー」　東京會舘、明治記念館　他多数
- 「平みち　コンサート」　宝塚ホテル・銀座ラ・ポーラ・近江楽堂　他
- 「平みち チャリティーライブ」　リッツカールトン大阪（2011年5月）